# Eccliseogyra pyrrhias
Eccliseogyra pyrrhias is een slakkensoort uit de familie van de Epitoniidae. De wetenschappelijke naam van de soort is voor het eerst geldig gepubliceerd in 1886 door Watson.